# 杨泗镇
杨泗镇，是中华人民共和国陕西省商洛市镇安县一个已撤销的乡级行政区，2015年，陕西省民政厅批复同意撤销杨泗镇，将其所辖行政区域划归木王镇。